# Шерлинг, Мирон Абрамович
Мирон Абрамович Шерлинг (1880, Двинск — 1958, Москва) — русский и советский фотограф, последователь пикториализма, яркая фигура художественного Петербурга времён Серебряного века.

## Биография
Большую часть жизни жил и работал в Петербурге — Петрограде — Ленинграде. Начинал учиться в России у Б. И. Пашкевича (1900—1905). В 1905 получил медаль за фотоработу. Окончил с отличием Мюнхенскую академию светописи (Мюнхенский институт изучения фотографии и фототехники, 1908—1913). Короткое время жил в Париже. Вернувшись в Россию, Шерлинг открыл своё фотоателье на улице Морской, с естественным освещением. Получив звание фотографа императорских театров, с 1913 года сотрудничал с журналом «Солнце России», где работал вместе с М. Наппельбаумом и в основном занимался портретом. Многие свои фотографии, пользовавшиеся значительным успехом, Шерлинг печатал способом фототипии, или меццо-тинто-гравюры, как тогда говорили (форматом 21 х 15 см).
Шерлинг обладал великолепным художническим чувством композиции. Основными персонажами его портретов были художники, писатели, музыканты и артисты. Быть запечетлённым мастером в Петербурге начала XX века считалось престижным. Известны его фотопортреты: Л. Н. Андреева, Ф. И. Шаляпина, Н. М. Дудинской, И. Е. Репина, Н. К. Рериха, А. Я. Головина, А. М. Горького, Т. П. Карсавиной, В. И. Качалова, И. И. Бродского, И. Г. Эренбурга и многих других деятелей искусства.

## Музеи
Фотоработы и другие материалы Мирона Абрамовича Шерлинга (335 экспонатов 27.12.2022) в государственных музейных коллекциях РФ, на сайте Государственного каталога Музейного фонда Российской Федерации.
- Театральный музей имени А. А. Бахрушина
- Музей российской фотографии
- Российская государственная библиотека искусств[4]

## Фотоработы

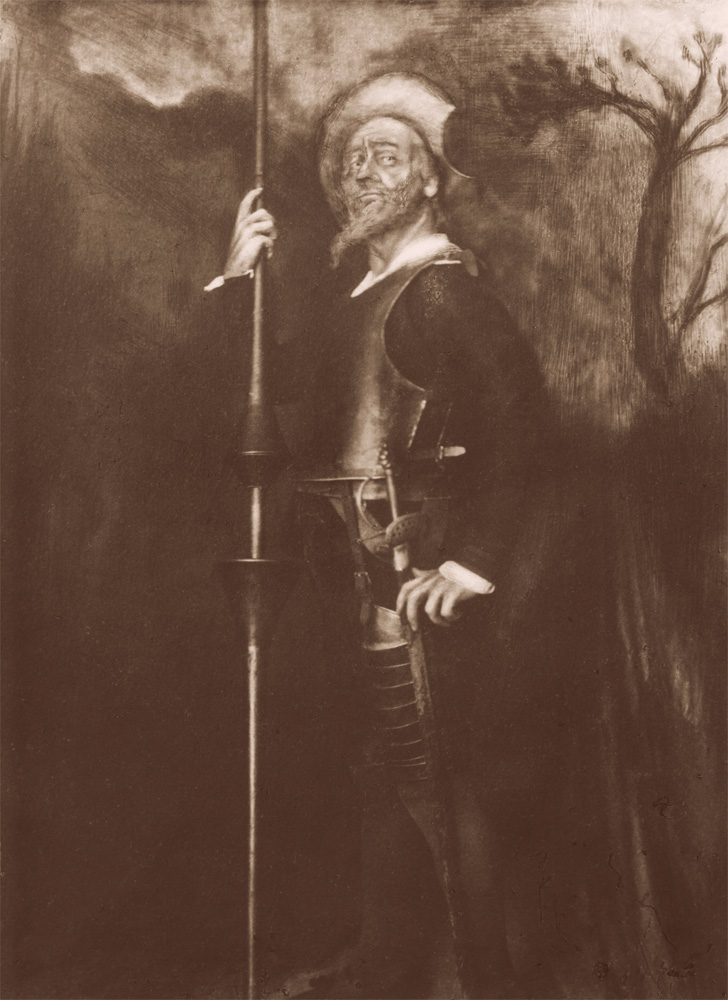
Фёдор Шаляпин в роли Дон Кихота
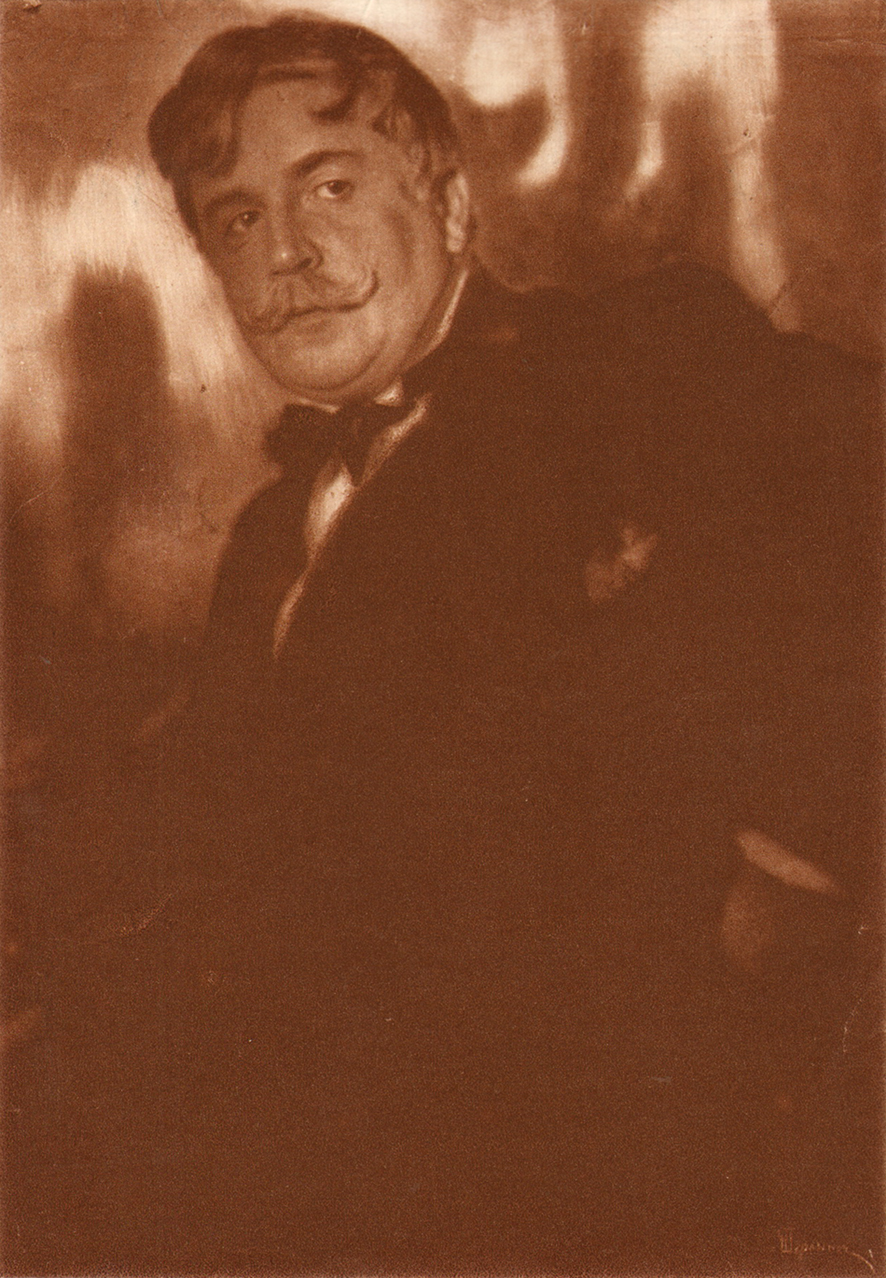
Портрет художника Александра Головина
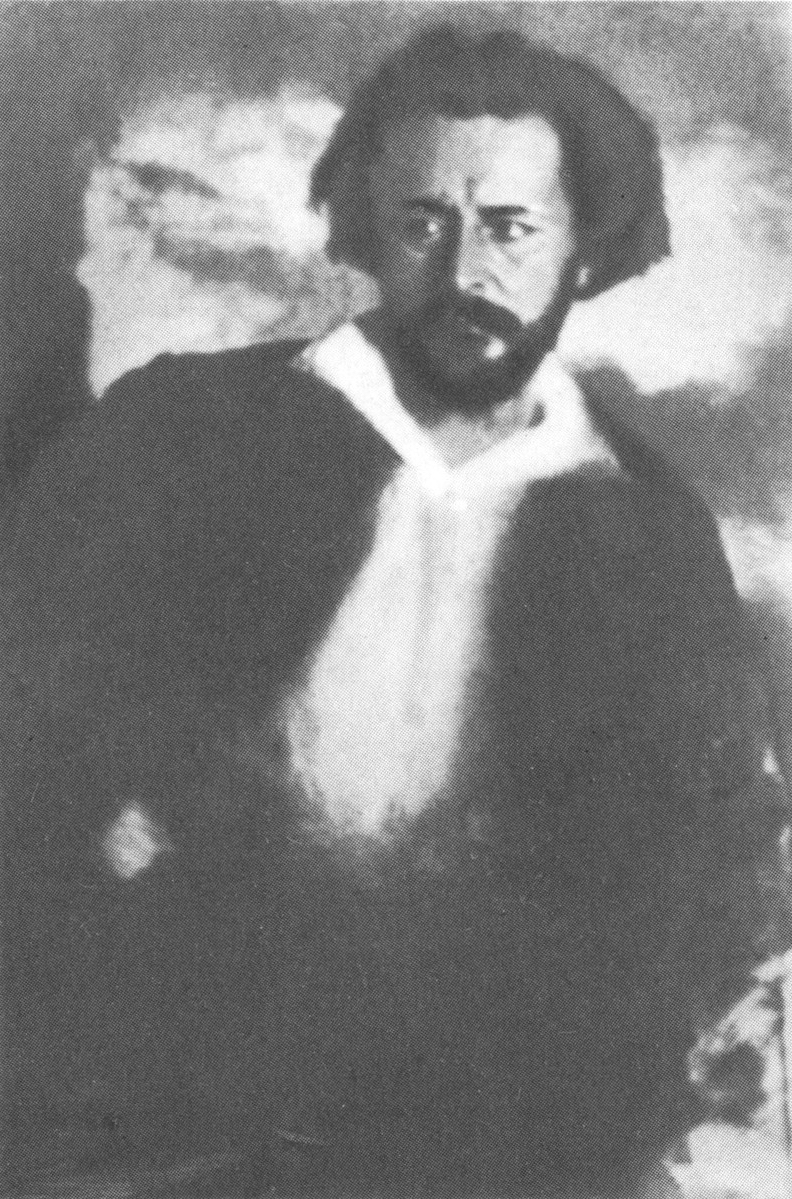
Портрет писателя Леонида Андреева
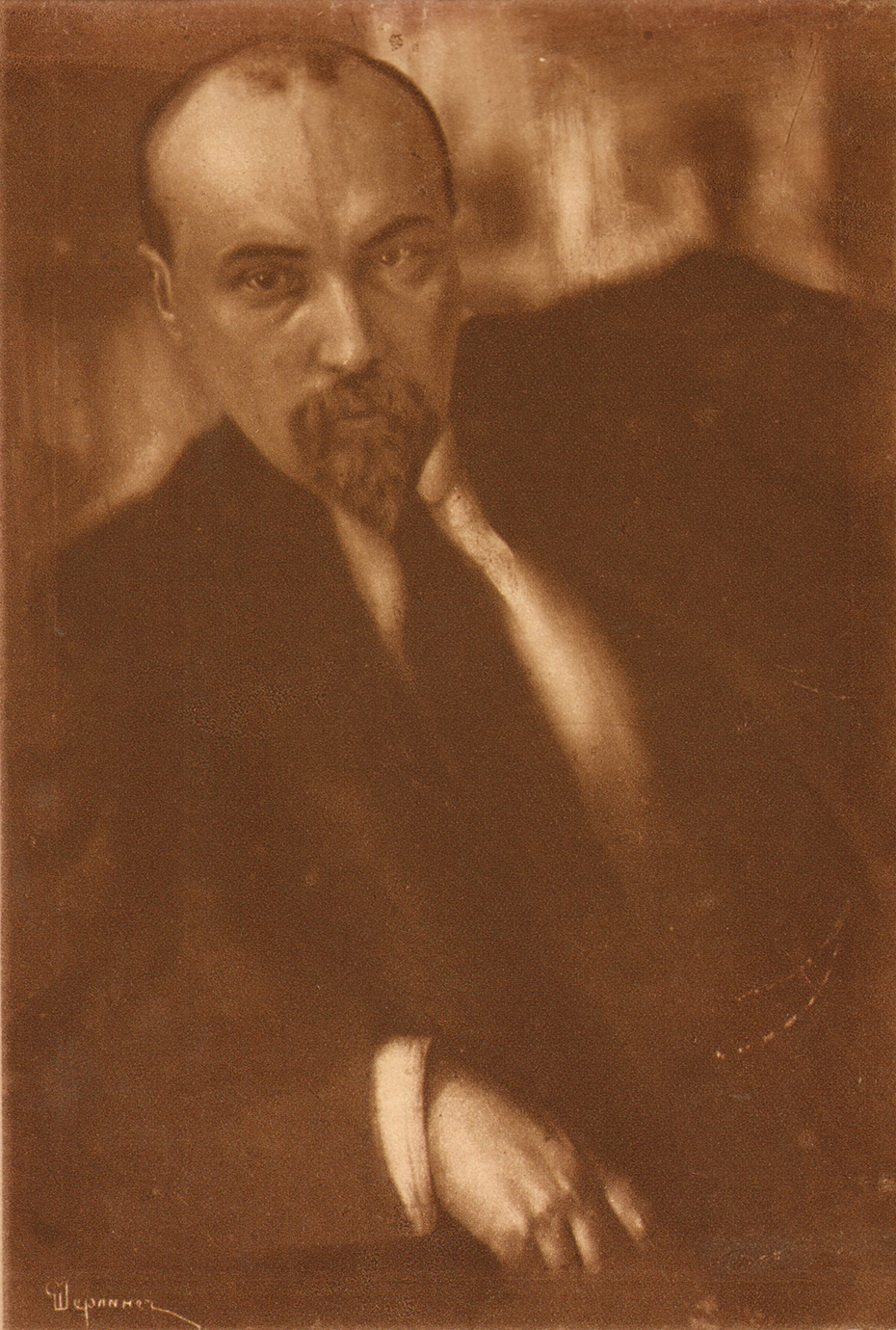
Портрет художника Николая Рериха
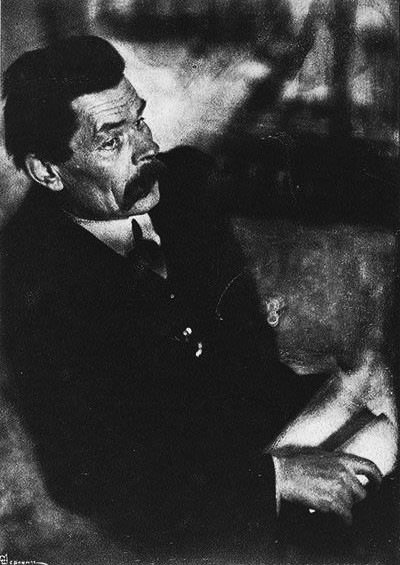
Портрет писателя Максима Горького
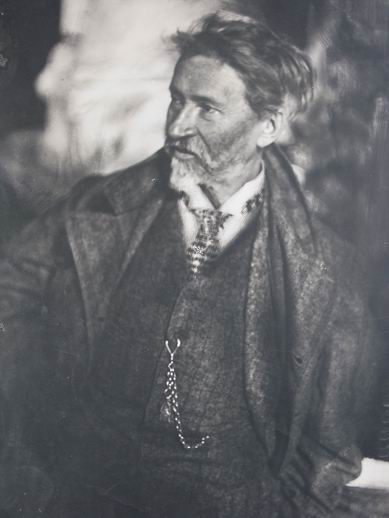
Портрет художника Ильи Репина